# Vallhonesta
Vallhonesta es una entidad de población española del municipio de San Vicente de Castellet, perteneciente a la provincia de Barcelona, en la comunidad autónoma de Cataluña.

## Historia
Hacia mediados del siglo XIX, el lugar, ya por entonces perteneciente a Castellet, tenía contabilizada una población de un centenar de habitantes. Aparece descrito en el decimoquinto volumen del Diccionario geográfico-estadístico-histórico de España y sus posesiones de Ultramar de Pascual Madoz con las siguientes palabras:

VALLHONESTA: l. en la prov., aud. terr. y c. g. de Barcelona (8 leg.), part. jud. de Manresa (1), dióc. de Vich, ayunt. de Castellet: sit. en una montaña, con buena ventilacion y clima fresco y sano. Tiene 30 casas y una igl. parr. (San Pedro) aneja de la de Castell-vell, servida por un vicario. El térm. confina con Rocafort, Castellet, San Jaime, del part. de Igualada, y Mura. El terreno es en general montuoso, poblado de pinos; le cruzan varios caminos locales, y una carretera que conduce de Manresa á Barcelona. prod.: trigo, legumbres, vino y aceite; cria ganado y caza de distintas especies. pobl.: 17 vec., 100 almas. cap. prod. 441,600 rs. imp. 11,040.
(Madoz, 1849, p. 605)

En 2023, la entidad singular de población tenía empadronados doce habitantes.